# Lepidothamnus laxifolius

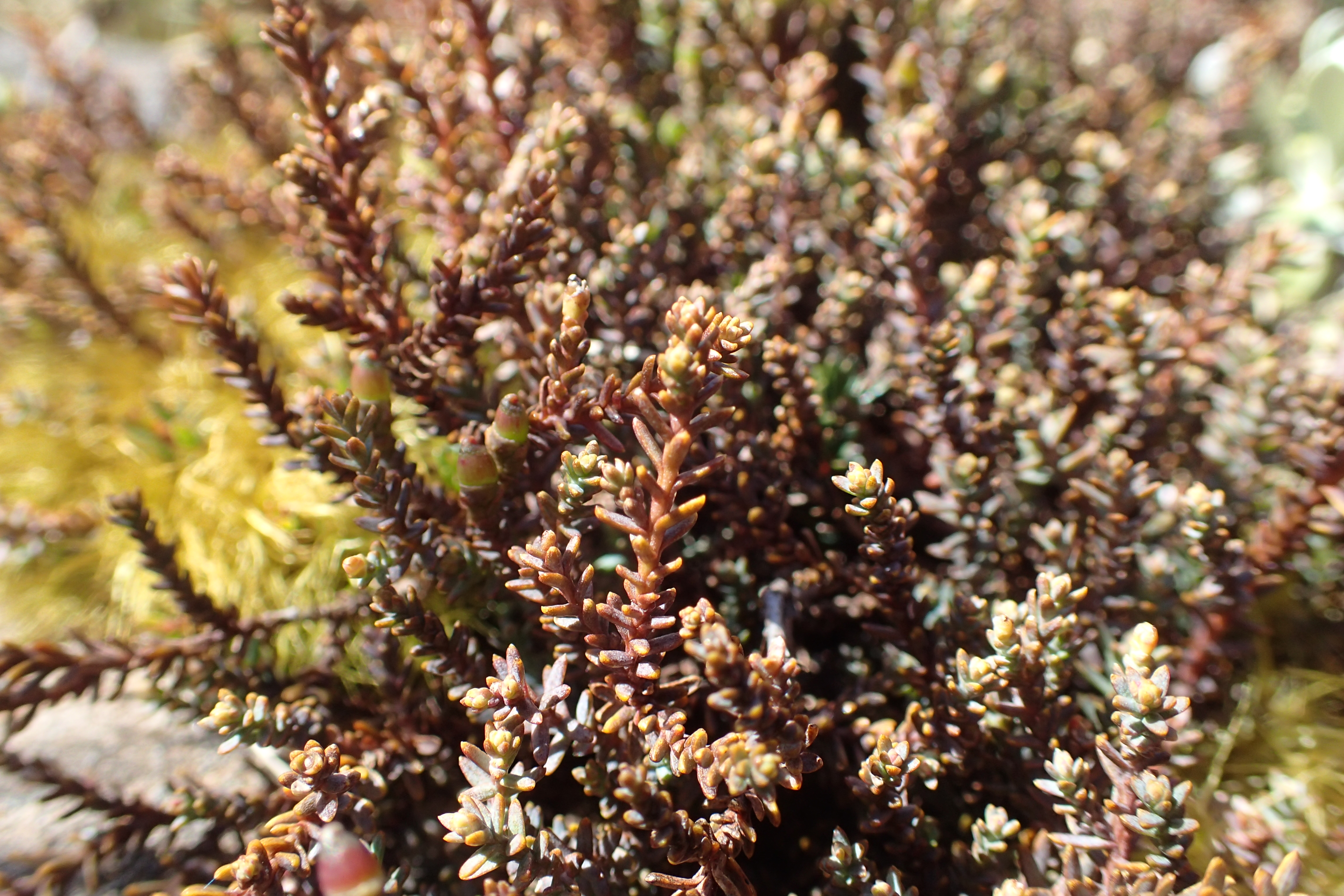
Zrající samičí šištice

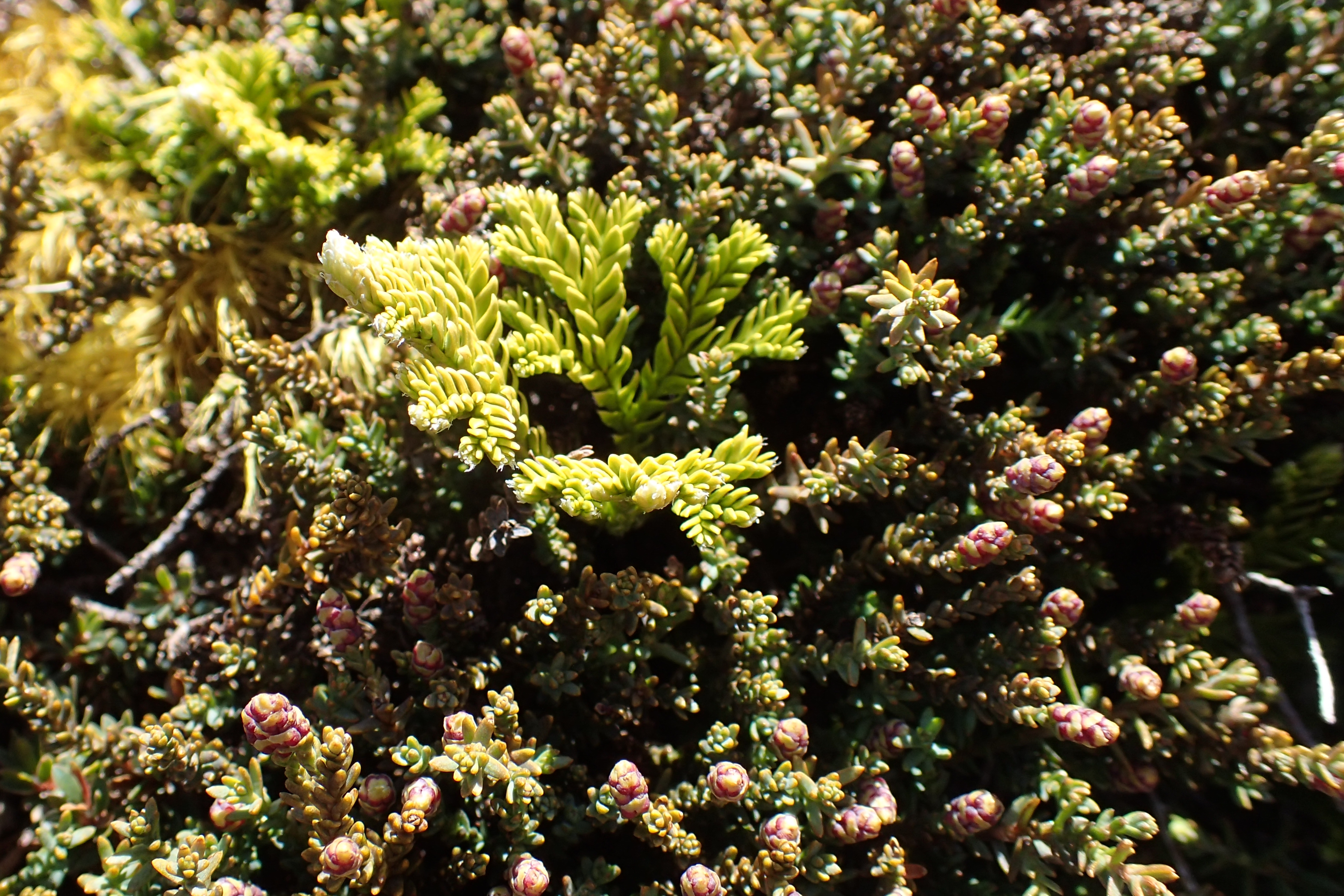
Větvičky s lístky

Lepidothamnus laxifolius je jeden z nejnižších, keřovitě rostoucích jehličnanů, který vytváří rozložitý, hustý, keřovitý porost vysoký průměrně 30 až 50 cm. Druh se vyskytuje výhradně na Novém Zélandu, kde roste společně s podobným, o málo vyšším druhem Lepidothamnus intermedius, obě dřeviny jsou novozélandské endemity. Lepidothamnus laxifolius „soupeří“ o titul nejmenší konifera s jihoamerickým druhem Lepidothamnus fonkii, který nikdy nebývá vyšší než 60 cm, kdežto Lepidothamnus laxifolius může na chráněném místě ojediněle dorůst až do výšky téměř 1 m.
Rod Lepidothamnus byl v minulosti součásti rodu Dacrydium, aktuální taxonomie jej vydělila do samostatného rodu se třemi druhy, dvěma rostoucími na Novém Zélandu a třetím v Jižní Americe. Odlišují se od ostatních rodů čeledi nohoplodovitých charakteristickou šišticovou morfologií, tj. vztyčeným vajíčkem a následně i semenem, nepřítomnosti pryskyřičných kanálků v jehlicích a obsahem flavonoidu cupressuflavon.

## Rozšíření
Roste obvykle ve vyšších nadmořských výškách, mnohde i přes 1500 m. Na Severním ostrově se vyskytuje rozptýleně jižně od 39° zeměpisné šířky, kdežto na Jižním ostrově je, hlavně na západním pobřeží, hojný. Častý je i na nevelkém, jižně situovaném Stewartově ostrově s drsnějším, chladnějším a větrnějším podnebím v nižších výškách okolo 200 m.
Starobylý původ rodu Lepidothamnus sahající až do období nerozděleného superkontinentu Gondwana dokládá třetí, jihoamerický druh rodu Lepidothamnus fonkii vyskytující se v Argentině a Chile. Byly nalezené pozůstatky rodu okolo 20 miliónů let staré.

## Ekologie
Bývá součásti horských křovin rostoucích na strmých svazích v místech, která je půda vlhká, kyselá i silně kamenitá. Osídluje také horská rašeliniště s minimem půdy a živin, kde ročně spadne až 3000 mm srážek. Roste v průměrné roční teplotě +9 °C, při průměrném minimu v nejchladnějším měsíci -0,5 °C, snáší krátkodobý pokles teploty až k -17 °C. K opylení samičích šištic větrem dochází v listopadu až lednu, semena dozrají až za rok po opylení. Počet chromozomů 2n = 30.

## Popis
Plazivý, poléhavý až vystoupavý keř bez hlavního kmene, se štíhlými větvemi dlouhými do 1 m a tlustými pouhých 2 až 5 mm, jenž bývá dvoudomý nebo jednodomý. Větve ležící delší čas na vlhké půdě často zakoření a celý porost se stává souborem různě starých jedinců, z nichž některé jsou klonálního původu. Dřevina má dvoutvaré jehlicovité listy, odlišné jsou u mladistvých a dospělých exemplářů. Juvenilní mají listy úzce lineární, do okolí rozprostřené, 5 až 12 mm dlouhé, ploché, na koncích zašpičatělé a srpovitě zakřivené. Listy adultních jedinců bývají mnohem kratší, pouhých 1 až 2 mm, jsou podlouhle vejčité, kýlnaté, střechovitě uspořádané a k větvičce se jen lehce přichylují, neobjímají ji. S postupným stárnutím keře bývají oba typy listů spolu promíchané.
Samčí šištice rostou osamoceně přisedlé na koncích větviček, bývají dlouhé do 8 mm a její trojúhelníkovité šupiny jsou ostrohranné. Také samičí šištice, dlouhé 6 mm a široké 2 mm, vyrůstají osamoceně, každá obsahuje jedinou plodnou šupinu se vztyčeným vajíčkem a dvě až tři neplodné, podpůrné šupiny. Plodná šupina po opylení vajíčka pylem nabobtná a stane se dužnatou, získá karmínovou barvu a vytvoří okolo zárodku semene karmínové lůžko míšek. Zrající semeno, částečně obaleno v míšku, je vzpřímeno na podstavci tvořeném dřevnatými neplodnými šupinami.
Semeno ve zralém stavu je válcovité, asi 4 mm dlouhé a 2 mm široké, lesklé hnědé a má výběžek s hrotem. Je vítaným pokrmem ptáků i hlodavci. Někteří ptáci ozobávají nápadný červený míšek okolo nezralého semene a jiní společně s hlodavci žerou zralá semena. Odnášejí je i do zásobáren, ztrácejí je a tak se nechtíc starají o přirozené rozšiřování dřeviny.

## Význam
Tento endemický druh je poměrně vzácný, není však považován za ohrožený. Obvykle roste v místech jen těžko přístupných a nevhodných k jakémukoliv jinému využití. Jeho dřevo je sice tvrdé a houževnaté, pro malé rozměry však není vhodné ke zpracování, maximálně na topení. Je součástí několika horských národních parků kde je chráněn i ze zákona, například Arthur's Pass National Park na Jižním ostrově nebo Tongariro National Park na Severním ostrově.